# Fear & Hunger
Fear & Hunger is een computerrollenspel (RPG), met elementen uit het survival horrorgenre, ontwikkeld door de Finse spelontwikkelaar Miro Haverinen.

## Verhaal
Het spel speelt zich af in een fantasy-setting, tijdens een mengsel van middeleeuwse en vroegmoderne tijden. Elke van de vier speelbare personages heeft een eigen reden om op zoek te gaan naar Le’garde, die vast zit in de kerken van "angst en honger" (the dungeons of Fear & Hunger).

## Gameplay
In het begin van het spel moet de speler tussen vier klassen kiezen; Mercenary, Knight, Dark Priest of Outlander. Vervolgens kan de speler kiezen uit verschillende keuzes om zo diens achtergrond te bepalen. Afhankelijk van de keuzes krijgt de speler bepaalde vaardigheden of voorwerpen. De speler moet de kerker verkennen en de monsters verslaan of ontwijken die in de kerker te vinden zijn. Ondertussen het spel ontmoet de speler verschillende NPC's, sommige van hen kunnen meevechten in de party van de speler.
Gevechten zijn om de beurt; De speler en de tegenstander kiezen een bepaald lichaamsledenmaat om aan te vallen. Hierdoor kunnen zowel de speler, als de tegenstander, permanent ledematen verliezen. Als de speler ledematen verliest kan die bepaalde wapens niet meer gebruiken of wordt de snelheid aangetast. De speler moet ook de honger en mentale gezondheid van de personages behouden die met de tijd telkens verslechtert. Meerdere acties in het spel, waaronder opslaan, worden bepaald met kop of munt; De speler moet kiezen tussen Heads of Tails (kop of munt) en de uitkomst juist voorspellen.
Het spel bevat meerdere eindes afhankelijk van de keuzes die de speler heeft gemaakt tijdens het spel.

## Ontwikkeling
Het spel werd gemaakt met de engine RPG Maker MV in twee jaar tijd.
Het spel is bijna volledig ontworpen door Miro Haverinen. Het idee voor het spel kwam uit zijn schooljaren, waar hij moreel lastige situaties, die plaatsvonden in groteske kerkers, aan zijn klasgenoten voorstelde. De eerste demo van het spel diende als het praktische gedeelte van Haverinens academische thesis. Haverinen wilde met het spel een gevoel van hardnekkige donkerheid creëren en op verschillende manieren een gevoel van hopeloosheid en horror oproepen. Silent Hill, Hellraiser, Amnesia: The Dark Descent, Nethack, Berserk, Dark Souls en de Mortal Kombat-serie waren inspiratiebronnen voor het spel. Sommige onderdelen, zoals zwemmen, werden geschrapt tijdens de ontwikkeling.
Fear & Hunger werd uitgebracht op Steam en Itch.io op 11 december 2018.

## Ontvangst
Fear & Hunger kreeg een positieve ontvangst van zowel criticus als spelers. Men prees de atmosfeer, gameplay, verhaal en moeilijkheidsgraad van het spel. Marcus Jones schreef in DualShockers: "Fear and Hunger is de absolute essentie van uitputtend, met de dood als een natuurlijk onderdeel van het spel. Maar degenen die doorzetten en hun kennis van eerdere speelbeurten toepassen op de huidige, krijgen een unieke dungeon crawler die je letterlijk terug laat kruipen voor meer."
Dominic Tarason van Rock Paper Shotgun prees de gameplay en atmosfeer van het spel, maar had kritiek op de spelfouten, het minder kwaliteit van sommige artwork en het behandelen van sommige seksuele aspecten.
Lorenzo Sabatino van The Game Machine had in het algemeen een positieve kijk op het spel, maar had kritiek op de op toeval gebaseerde elementen uit het spel en vond dat het oneerlijk en frustrerend was.
Braziliaans criticus Cauê Batista beschreef Fear & Hunger als "betoverend" maar "problematisch." De criticus prees het atmosfeer en meeslepende speelervaring maar had kritiek op het "bagatelliseren van seksueel geweld."

## Opvolger
Op 9 december 2022 kwam het vervolg uit op Steam en Itch.io onder de naam Fear & Hunger 2: Termina.
Spelers kunnen kiezen tussen een van de acht spelbare personages. Het spel speelt zich af in de jaren 40, ongeveer 300 jaar later na het eerste spel. 14 mensen worden geforceerd om mee te doen in het Festival van Termina (Festival of Termina) gedurende 3 dagen in het fictief dorpje Prehevil.